# Walter Frank Woodul
Walter Frank Woodul, född 25 september 1892 i Laredo, Texas, död 1 oktober 1984 i Austin, Texas, var en amerikansk demokratisk politiker. Han var viceguvernör i Texas 1935–1939.
Woodul inledde 1917 sin karriär som advokat i Texas och tjänstgjorde i USA:s armé som kapten under första världskriget stationerad i South Carolina. Efter kriget var han verksam inom järnvägsbranschen.
Woodul tjänstgjorde som viceguvernör i Texas i fyra år under guvernör James Allred. Han efterträddes 1939 av Coke R. Stevenson. Woodul avled år 1984 92 år gammal och gravsattes på Texas State Cemetery.